# Nat Ma Taung
Pour les articles homonymes, voir Mont Victoria.
Le Nat Ma Taung (en birman : နတ်မတောင်), aussi appelé mont Victoria et Khaw-nu-soum ou Khonuamthung en chin, est le plus haut sommet de l'État Chin, à l'Ouest de la Birmanie. Il fait partie du massif des Chin Hills.
Avec une altitude de 3 070 m et une hauteur de culminance de 2 148 m, le Nat Ma Taung est un des sommets ultra-proéminents d'Asie du Sud-Est.

## Faune

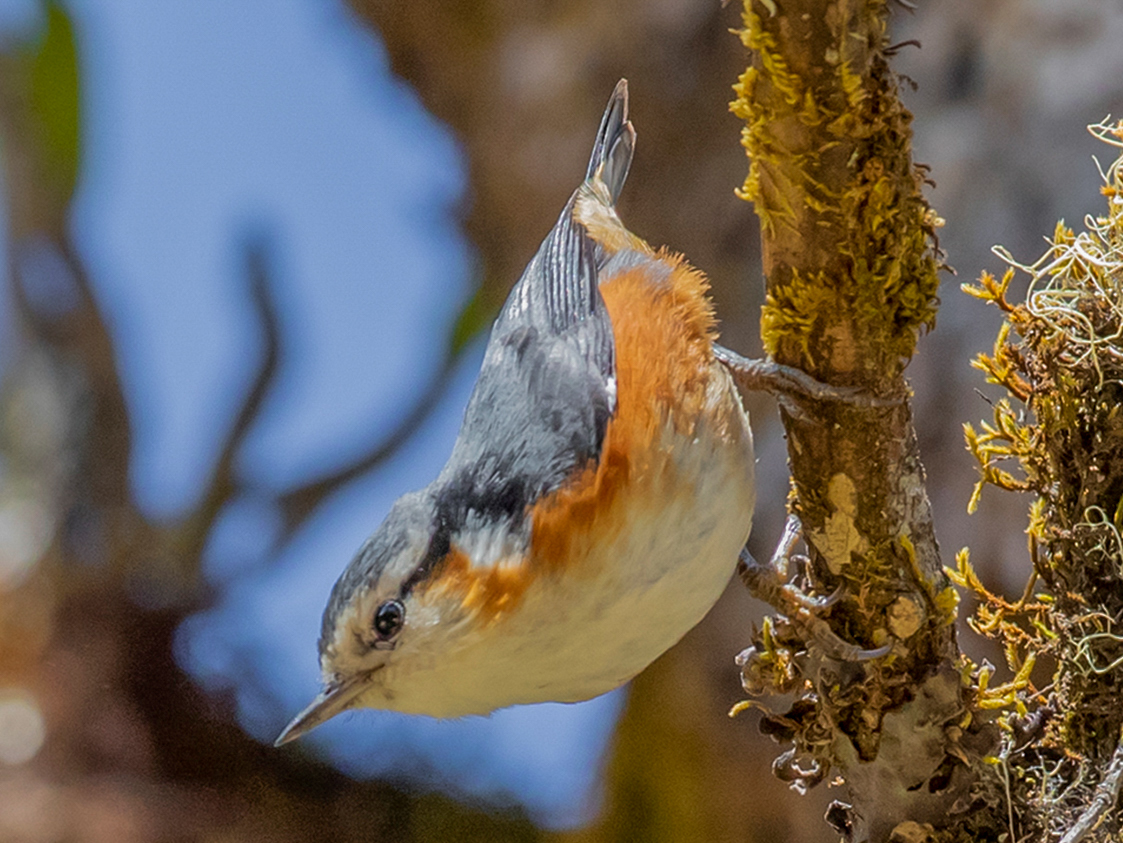
Une Sittelle du Victoria (Sitta victoriae) espèce endémique du Nat Ma Taung.

Le mont Victoria compte une espèce d'oiseaux endémique, la Sittelle du Victoria (Sitta victoriae). La forêt a été complètement rasée jusqu'à 2 000 mètres d'altitude et les habitats restants, entre 2 000 et 2 500 mètres sont fortement dégradés. Près de 12 000 personnes vivent dans le parc national du Nat Ma Taung, et les pièges et les feux aggravent les menaces pour l'espèce. La population, estimée à quelques milliers d'individus est en déclin et aucune mesure de protection n'est mise en œuvre,.